# Hawa Dramé
Pour les articles homonymes, voir Dramé.
Hawa Dramé, née en France, est la fondatrice de la Fondation Internationale Tierno et Mariam FITIMA.

## Biographie
Née en France, Hawa Dramé a fait sa maternelle en Côte d’ivoire, à Abidjan où son père était ambassadeur de la Guinée. Elle a fait l’école primaire de Mafanco, puis l’école de la Place des Martyrs de l’époque ; elle a ensuite fait son collège et son lycée à l’école de Boulbinet.
Elle obtient une licence en Biologie à l’Université de Cocody puis une maîtrise en biochimie moléculaire et en génétique en France.

## Carrière professionnelle
Elle a participé à la mise en place de la Fédération Française des Associations de Patients (Alliance des Maladies Rares). Ensuite, au niveau européen, elle participe au développement de l’Organisation Européenne d’Association de Patients atteints de maladies rares comme responsable du développement thérapeutique.
En septembre 2009, elle met en œuvre un Réseau Ouest Africain de prise en charge des Myopathies (ROAMY) dont les membres fondateurs sont issus de 6 pays de la région.
Elle met en place et coordonne en avril 2012, un Centre d’Aide, d’Insertion et de Réinsertion (CAIRE), à Conakry (Guinée). Par ailleurs, elle mène des activités de consultante, pour l’OMS et l’UNICEF.

## Fondation Internationale Tierno et Mariam
En 2003, elle a créé la Fondation Internationale Tierno et Mariam FITIMA au Burkina Fasso qui a pour objectifs :
- aider les enfants souffrant de handicap ;
- participer au développement communautaire, notamment dans le cadre de la promotion des droits des femmes.

FITIMA a eu le titre d’ONG au pays des Hommes intègres. Au bout de sept ans, elle installe le même centre dans son pays d’origine, la Guinée.
FITIMA a été élue meilleure ONG en 2013 par un collectif d’associations guinéennes.

## Prix et récompenses
1. Ordre du mérite du Burkina Faso en 2008
2. Lauréate du prix franco-allemand des droits de l’Homme
3. Femme Leader d’Excellence en Guinée (2015)[6]